# Bernard Rajzman
Bernard Rajzman (ur. 25 kwietnia 1957 w Rio de Janeiro) – siatkarz; najbardziej utytułowany w historii reprezentant Brazylii. Członek amerykańskiej galerii sław siatkarskich – Volleyball Hall of Fame.
Do reprezentacji trafił w wieku 17 lat. Wywalczył z nią siedem tytułów mistrza Ameryki Południowej (1973, 1975, 1977, 1981, 1983 i 1987).
W 1980 roku z klubem Bradesco Rio de Janeiro wywalczył mistrzostwo Brazylii i klubowe mistrzostwo Ameryki Południowej. Grał także w zespole Panini Modena.